# Angelo Bassini
«Анджело Бассіні» (італ. Angelo Bassini) — ескадрений міноносець типу «Джузеппе Ла Маса» ВМС Італії першої половини XX століття.

## Історія створення
«Анджело Бассіні» був закладений 2 жовтня 1916 року на верфі «Cantiere navale di Sestri Ponente» в Генуї. Спущений на воду 2 березня 1918 року, вступив у стрій 1 травня 1918 року.
Свою назву отримав на честь учасника боротьби за незалежність Італії Анджело Бассіні.

## Історія служби

### Міжвоєнний період
«Анджело Бассіні» не встиг взяти участь у Першій світовій війні. У 1929 році він разом з «Нікола Фабріці», «Джузеппе Ла Фаріна», «Джакомо Медічі» увійшов до складу V ескадри есмінців, яка разом з VI ескадрою (5 кораблів) та крейсером-скаутом «Карло Мірабелло» складала 3 флотилію II Дивізії есмінців у складі 2-ї ескадри італійського флоту, і базувалась в Таранто.
1 жовтня 1929 року всі кораблі ескадри були перекласифіковані в міноносці.

### Друга світова війна
Зі вступом Італії у Другу світову війну «Анджело Бассіні» був включений до складу VII ескадри есмінців (куди також входили «Джакомо Медічі», «Нікола Фабріці» і «Енріко Козенц»), яка базувалась в Бріндізі. Під час війни ескадра діяла переважно у Верхній Адріатиці, супроводжуючи конвої в Албанію та Грецію.
31 жовтня «Анджело Бассіні» у складі спеціальної ескадри (італ. «Forze Speciali») брав участь у прикритті атаки на Корфу. 28 листопада корабель брав участь в обстрілі грецьких позицій на Корфу.
Наприкінці 1940 року корабель був модернізований. На ньому були демонтовані 102-мм і 76-мм гармати, натомість було встановлено вісім 20-мм зенітних гармат. Два 450-мм торпедні апарати були замінені на три 533-мм.
Після модернізації есмінець переважно продовжував супроводжувати конвої в Албанію та Грецію.
28 березня 1942 року допоміжний крейсер «Чітта ді Наполі», есмінці «Анджело Бассіні», «Сан Мартіно», «Антоніо Мосто» і «Кастельфідардо» супроводжували конвой, який складався з транспортів «Галілея», «Франческо Кріспі», «Італія», «Вімінале», «Авентіно» і «П'ємонте». Конвой перевозив 8 300 солдатів у Грецію. О 22:45 за 9 миль на південний схід від острова Антипаксос конвой був атакований британським підводним човном «Протеус». Торпеда влучила у транспорт «Галілея», який о 3:50 наступного дня затонув. Загинуло майже 1000 солдатів, 284 були врятовані.
У лютому 1943 року «Анджело Бассіні» був залучений до супроводу конвоїв у Туніс.
23 квітня «Анджело Бассіні» разом з корветами «Габбіано» і «Еутерпе» та міноносцем «Клімене» супроводжував пароплав «Галіола» з Реджо-Калабрія в Туніс. О 6:50 наступного дня поблизу узбережжя Сицилії конвой був атакований підводним човном «Сахіб». Внаслідок влучання торпеди пароплав «Галіола» розламався навпіл і затонув за 5 миль від Мілаццо. Німецький бомбардувальник Junkers Ju 88 атакував підводний човен бомбами, але безрезультатно. Але міноносець «Клімене» скинув близько 30 глибинних бомб, внаслідок чого «Сахіб» отримав значні пошкодження і змушений був спливти на поверхню. Він вів артилерійський вогонь зі своєї гармати по літаках та кораблях супроводу, але зрештою екіпаж змушений був покинути човен, який згодом був потоплений артилерійським вогнем «Клімене». Весь екіпаж був врятований італійськими кораблями, але згодом один британський моряк помер від отриманих поранень.
28 травня 1943 року «Анджело Бассіні» перебував у порту Ліворно. Того дня американська авіація здійснила масивне бомбардування міста та порту. Серед інших цивільних та військових кораблів був потоплений також «Анджело Бассіні».
Рештки корабля були підняті у жовтні 1946 року і здані на брухт.